# Confederació General Italiana del Treball

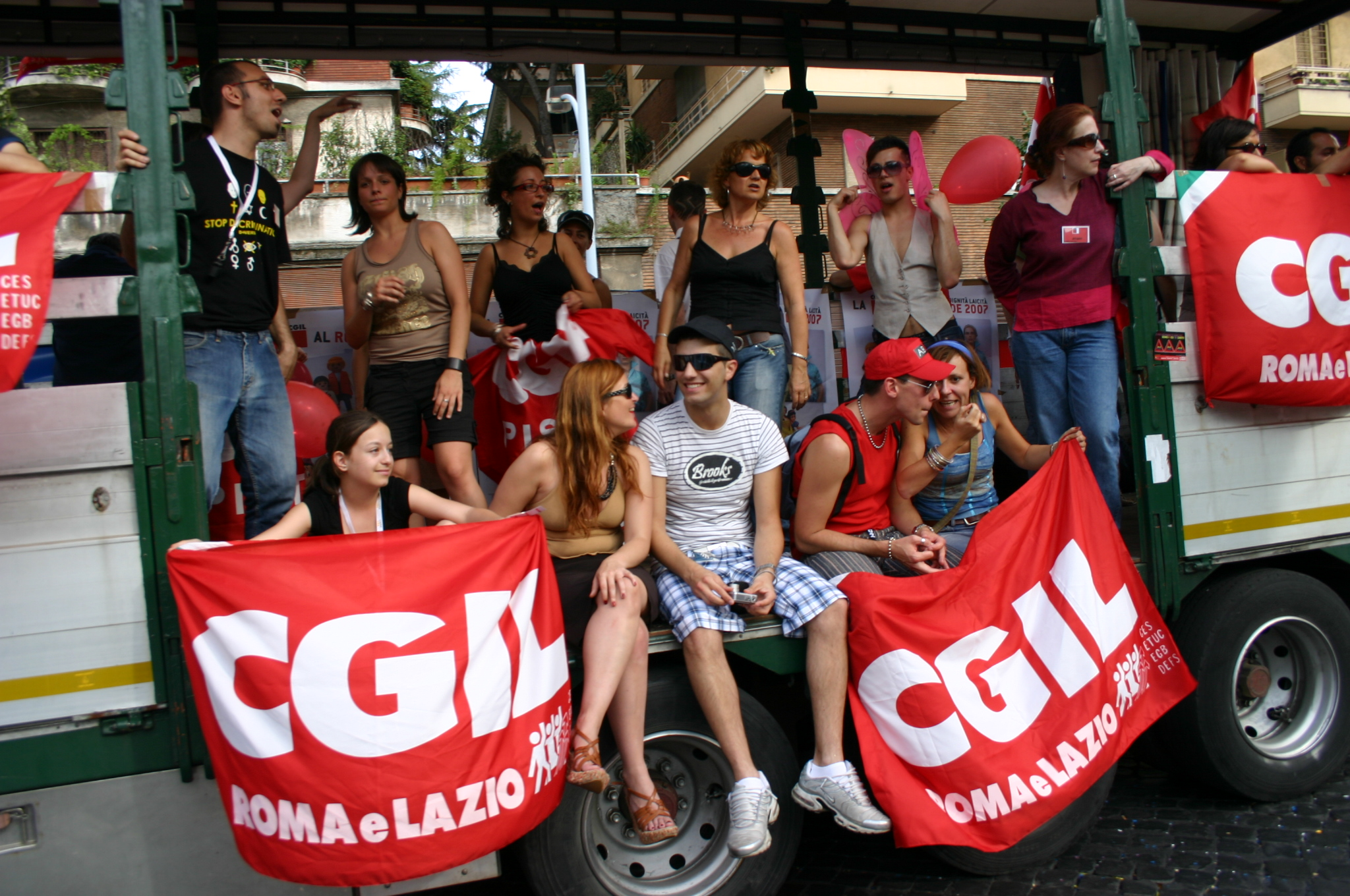
Militants del CGIL, el 2007

La Confederació General Italiana del Treball, en italià Confederazione Generale Italiana del Lavoro (CGIL), és un sindicat italià. Va ser establert amb el Pacte de Roma, el 1944. Des de la seva fundació és el més important sindicat de l'estat italià compte amb més de 5.700.000 afiliats a les diverses federacions. Actualment la CGIL està afiliada a la Confederació Europea de Sindicats i a la Confederació Internacional d'Organizaciones Sindicals (CSI-CSI).
El sindicat va començar sota el nom "Confederació General del Treball" (CGdL) l'1 d'octubre de 1906. Durant el règim feixista, el sindicat va sobreviure clandestinament sota la direcció de Bruno Buozzi a l'exili.
L'atemptat a Palmiro Togliatti de 1948 va provocar una divisió interna, que duria al naixement de la Confederació Italià Sindicats Treballadors (CISL) i de la Unió Italià del Treball (UIL). La divisió, promoguda pels sindicalistes de la democràcia cristiana, dirigits per Giulio Pastore, el futur líder de la CISL, es va deure al fet que dins la CGIL, des dels primers mesos després de la seva recuperació, hi havien començat a dominar les tendències socialistes i comunistes, més orientades cap al Partit Comunista Italià (PCI) i el Partit Socialista Italià (PSI), que cap als altres partits polítics.